# Frederick W. Wurster
Frederick W. Wurster (Plymouth (North Carolina), 1 april 1850 - 24 juni 1917) was een Amerikaans ondernemer en de laatste burgemeester van Brooklyn.
Wurster werd in 1850 geboren als zoon van Duitse ouders en vertrok op zevenjarige leeftijd naar Brooklyn. Hij doorliep de Public School No. 16 en ging werken bij de ijzer- en verenfabriek van zijn vader. Toen Wurster twintig jaar oud was richtte hij een eigen bedrijf op en werkte daar als fabrikant van assen. Vervolgens richtte hij een messinggieterij op. Wurster was daarna bestuurslid van een aantal organisaties. Hij was onder andere voorzitter van de Manufacturers' National Bank, oprichter en lid van de raad van bestuur van de Nassau Trust Company, lid van de raad van bestuur van de Kings County Building and Loan Association en vicevoorzitter van de Axle and Spring Manufacturers. Wurster was tot dan toe nauwelijks actief in de politiek, maar dat veranderde toen hij tot commissaris van de brandweer van Brooklyn werd benoemd door burgemeester Charles A. Schieren.
Wurster werd tot burgemeester verkozen tijdens de verkiezingen op 5 november 1895 met 77.425 van de 171.182 stemmen. Hij versloeg zijn grootste concurrent Edward M. Grout met iets meer dan 2.000 stemmen. Zijn termijn duurde van 1 januari 1896 tot de fusie van vijf gemeenten tot New York in 1898. In 1916 kreeg Wurster, toen hij in Belgrade Lakes was, een beroerte. Het daaropvolgende jaar stierf hij.